# Єнбекшиказахський район
Єнбекшиказа́хський район (каз. Еңбекшіқазақ ауданы, рос. Енбекшиказахский район) — адміністративна одиниця у складі Алматинської області Казахстану. Адміністративний центр — місто Єсік.

## Населення
Населення — 278581 особа (2021; 257506 у 2009, 202659 у 1999, 199118 у 1989).
Національний склад (станом на 2010 рік):
- казахи — 107815 осіб (49,14 %)
- уйгури — 48451 особа (22,08 %)
- росіяни — 32319 осіб (14,73 %)
- турки — 12175 осіб (5,55 %)
- азербайджанці — 4183 особи (1,91 %)
- курди — 3218 осіб (1,47 %)
- німці — 1660 осіб (0,76 %)
- чеченці — 1600 осіб (0,73 %)
- татари — 1323 особи (0,60 %)
- українці — 1121 особа (0,51 %)
- корейці — 828 осіб
- греки — 711 осіб
- киргизи — 666 осіб
- узбеки — 625 осіб
- поляки — 436 осіб
- білоруси — 198 осіб
- дунгани — 177 осіб
- інші — 1906 осіб

## Історія
Район був утворений 1928 року як Енбекшиказахський у складі Алма-Атинського округу. 1993 року перейменовано в сучасну назву. 1997 року приєднано ліквідований Чиліцький район.
Навесні 1998 року зі складу району була виключена територія площею 1311,57 км² та передана до складу Капчагайської міської адміністрації згідно з рішенням масліхату Алматинської області від 17 квітня 1998 року № 20-157 та постановою акімату Алматинської області від 14 травня 1998 року № 5-170.

## Склад
До складу району входять 25 сільських округів та 1 міська адміністрація:
| Поселення                         | Площа, км² | Населення, осіб (1989) | Населення, осіб (1999) | Населення, осіб (2009) | Населення, осіб (2021) | Центр             | Населені пункти |
| --------------------------------- | ---------- | ---------------------- | ---------------------- | ---------------------- | ---------------------- | ----------------- | --------------- |
| Єсіцька міська адміністрація      | -          | 26955                  | 31254                  | 34355                  | 41018                  | Єсік              | 1               |
| Аватський сільський округ         | -          | 3550                   | 3811                   | 5670                   | 4314                   | Ават              | 1               |
| Акшийський сільський округ        | -          | 3903                   | 3706                   | 6421                   | 5426                   | Акші              | 4               |
| Асинський сільський округ         | -          | 8857                   | 8475                   | 9047                   | 9320                   | Кизилшарик        | 7               |
| Байдібек-бійський сільський округ | -          | 7452                   | 7001                   | 9802                   | 10444                  | Байдібек-бі       | 1               |
| Байтерецький сільський округ      | -          | 7586                   | 8080                   | 13541                  | 13894                  | Байтерек          | 3               |
| Балтабайський сільський округ     | -          | 7469                   | 7425                   | 8510                   | 9784                   | Балтабай          | 7               |
| Бартогайський сільський округ     | -          | 6091                   | 6246                   | 7720                   | 6906                   | Хусаїна Біжанова  | 2               |
| Болецький сільський округ         | -          | 4719                   | 5080                   | 7861                   | 7533                   | Болек             | 3               |
| Жанашарський сільський округ      | -          | 5291                   | 5199                   | 6673                   | 8394                   | Жанашар           | 3               |
| Казахстанський сільський округ    | -          | 6249                   | 6410                   | 8150                   | 9116                   | Казахстан         | 3               |
| Каражотинський сільський округ    | -          | 5213                   | 5120                   | 6692                   | 4602                   | Каражота          | 3               |
| Каракемерський сільський округ    | -          | 5291                   | 5131                   | 6513                   | 8620                   | Каракемер         | 3               |
| Каратурицький сільський округ     | -          | 11056                  | 11283                  | 12693                  | 12788                  | Каратурик         | 6               |
| Кирбалтабайський сільський округ  | -          | 3315                   | 3192                   | 4998                   | 3242                   | Кирбалтабай       | 5               |
| Коктобинський сільський округ     | -          | 9119                   | 9971                   | 12137                  | 14396                  | Кизилжар          | 4               |
| Корамський сільський округ        | -          | 4672                   | 5236                   | 5979                   | 6479                   | Корам             | 1               |
| Малибайський сільський округ      | -          | 3733                   | 3948                   | 5198                   | 4411                   | Малибай           | 1               |
| Масацький сільський округ         | -          | 4197                   | 3752                   | 5309                   | 4270                   | Казтая Ултаракова | 2               |
| Рахатський сільський округ        | -          | 10224                  | 11473                  | 19032                  | 28022                  | Кайназар          | 4               |
| Саймасайський сільський округ     | -          | 5473                   | 5543                   | 6303                   | 6916                   | Саймасай          | 2               |
| Согетинський сільський округ      | -          | 3537                   | 3163                   | 4176                   | 2891                   | Нура              | 2               |
| Ташкенсазький сільський округ     | -          | 3262                   | 3467                   | 3794                   | 4607                   | Ташкенсаз         | 3               |
| Тескенсуський сільський округ     | -          | 4785                   | 4759                   | 6391                   | 6601                   | Тескенсу          | 3               |
| Тургенський сільський округ       | -          | 10834                  | 10299                  | 12781                  | 14446                  | Тургень           | 2               |
| Шелецький сільський округ         | -          | 26285                  | 23635                  | 27760                  | 30141                  | Шелек             | 3               |

## Найбільші населені пункти
Населені пункти з чисельністю населення понад 5000 осіб:
| №  | Населений пункт | Населення, осіб (1989) | Населення, осіб (1999) | Населення, осіб (2009) | Населення, осіб (2021) |
| -- | --------------- | ---------------------- | ---------------------- | ---------------------- | ---------------------- |
| 1  | Єсік            | 26 955                 | 31 254                 | 34 355                 | 41 018                 |
| 2  | Шелек           | 25 156                 | 22 703                 | 26 688                 | 29 032                 |
| 3  | Тургень         | 9 624                  | 9 741                  | 12 116                 | 13 828                 |
| 4  | Байтерек        | 5 483                  | 5 844                  | 9 679                  | 10 996                 |
| 5  | Байдібек-бі     | 7 452                  | 7 001                  | 9 802                  | 10 444                 |
| 6  | Рахат           | 1 677                  | 2 236                  | 2 391                  | 9 438                  |
| 7  | Кайназар        | 3 149                  | 3 203                  | 4 058                  | 9 287                  |
| 8  | Каракемер       | 4 070                  | 3 992                  | 5 045                  | 6 426                  |
| 9  | Корам           | 4 672                  | 5 236                  | 5 979                  | 6 479                  |
| 10 | Жанашар         | 2 817                  | 2 878                  | 3 561                  | 5 645                  |

## Пам'ятки
В Іссикській ущелині Заілійського Алатау розташоване озеро Іссик, що є популярним місцем відпочинку. 7 липня 1963 року тут стався один з найбільших і руйнівних селевих потоків на території СРСР, потужність якого склала шість мільйонів кубічних метрів маси з каменів і бруду (докладніще див. Іссикський сель (1963)).